# بورتسهاوزن
بورتسهاوزن (به آلمانی: Bortshausen) یک منطقهٔ مسکونی در آلمان است که در ماربورگ واقع شده‌است. بورتسهاوزن ۲۷۷ نفر جمعیت دارد.